# Sebastian Pajerski
Sebastian Pajerski (ur. 24 marca 1977 w Sanoku) – polski hokeista, reprezentant Polski.
Syn Franciszka, także hokeisty oraz trenera.

## Kariera
- Podhale Nowy Targ (1993-1996)
- SMS „Orlęta” Sosnowiec (1995-1996)[1][2]
- Olimpia (1996-1997)
- Cracovia (1997)
- Podhale Nowy Targ (1998)
- SMS Warszawa (1998-1999)
- Indianapolis Ice (1999-2000)
- Macon Whoopee (2000-2001)
- KTH Krynica (2001)
- Podhale Nowy Targ (2001-2003)
- Corpus Christi Rayz (2003-2004)

Wychowanek Stali Sanok. Od 1991 trenował w Podhalu w drużynie juniorów młodszych. Absolwent NLO SMS PZHL Sosnowiec z 1997. Do końca 1997 grał w Cracovii, a od początku 1998 w Podhalu. W 1999 wyjechał do Ameryki Północnej z zamiarem angażu w tamtejszych klubach. W latach 1999–2001 występował w zespołach Central Hockey League. Po drugim pobycie w USA ponownie występował w lidze polskiej w barwach Podhala. Po sezonie 2002/2003 zakończył występy w polskiej lidze.
Był reprezentantem Polski kadr: do lat 18 (wystąpił na turniejach mistrzostw Europy juniorów w 1993, 1994), do lat 20 (wystąpił na turniejach mistrzostw świata juniorów Grupy B w 1995) oraz seniorskiej kadry (wystąpił na turniejach mistrzostw świata Grupy B w 1996, 1999).
Po zakończeniu czynnej kariery zawodniczej podjął występy w amatorskiej drużynie polonijnej w Stanach Zjednoczonych wspólnie z innymi byłymi polskimi hokeistami. Brał udział w turnieju hokeja podczas Zimowych Igrzysk Polonijnych 2010 w Nowym Targu występując w drużynie Polonii Amerykańskiej.

## Sukcesy
- Złoty medal mistrzostw Polski: 1994 z Podhalem Nowy Targ
- Ray Miron President’s Cup - mistrzostwo CHL: 2000 z Indianapolis Ice